# Vileši
Vileši – wieś w Bośni i Hercegowinie, w Federacji Bośni i Hercegowiny, w kantonie środkowobośniackim, w gminie Bugojno. W 2013 roku liczyła 240 mieszkańców, z czego większość stanowili Boszniacy.